# Coke petrolifero

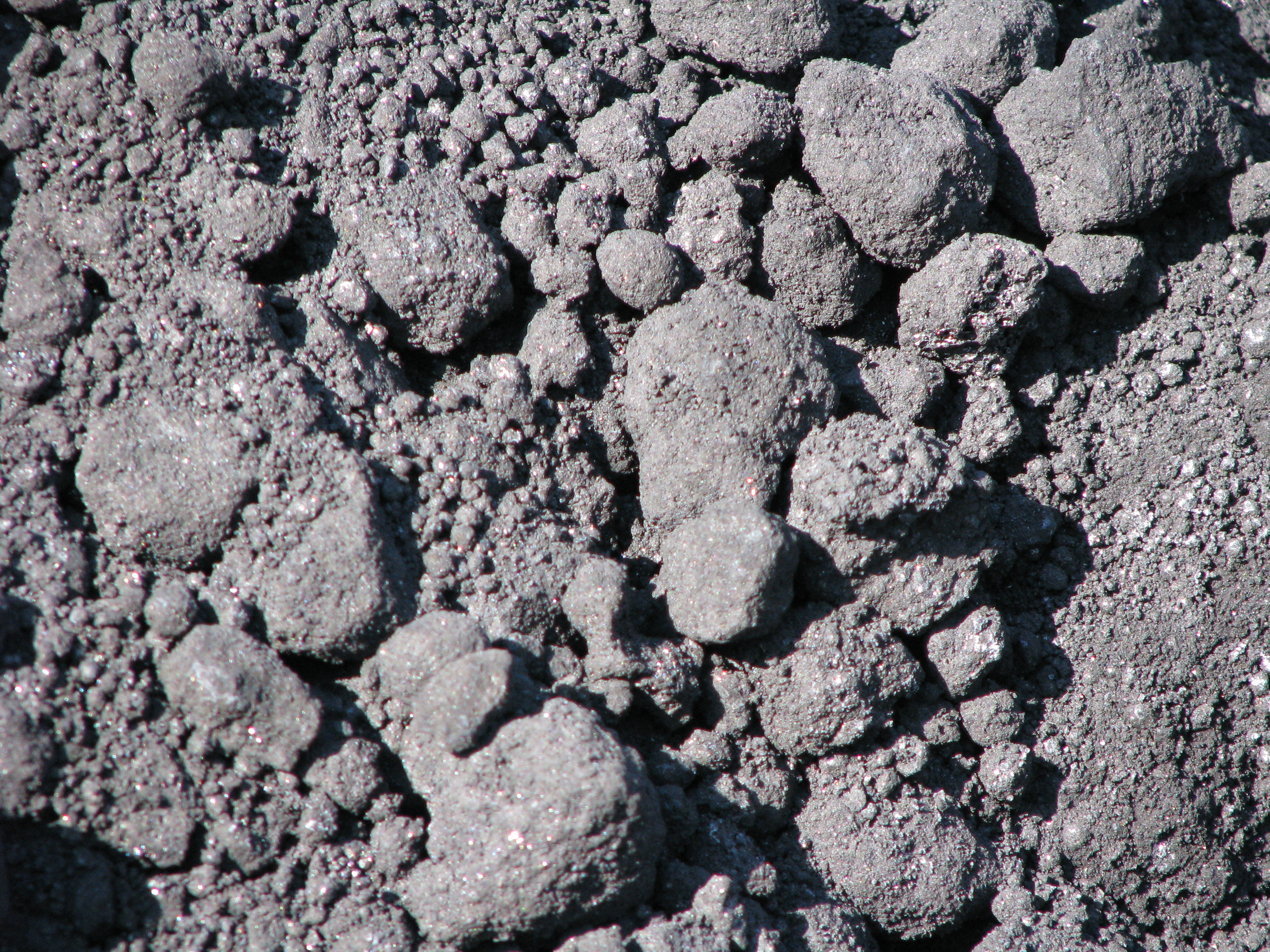
Coke di petrolio

Il coke petrolifero (detto anche petcoke o pet coke, abbreviazione di petroleum coke) è un carbone ottenuto attraverso la carbonizzazione delle frazioni altobollenti (cioè aventi elevata temperatura di ebollizione) prodotte durante la distillazione del petrolio.

## Applicazioni
Quello più puro, viene utilizzato come combustibile solido al posto del coke minerale o per la produzione di elettrodi e nella costruzione di alcuni tipi di pile elettriche.
Il coke viene anche fuso insieme alla sabbia per produrre il carburo di silicio, utilizzato in apparati elettrici come scaricatore di tensione ed in apparati elettronici come varistore. 
Il coke catalitico è quello ottenuto come scarto della lavorazione di procedimenti catalitici di raffinazione e comprende delle impurità per cui è impiegabile soltanto come combustibile.
Il suo alto potere calorifico e il basso contenuto in ceneri lo rendono un buon carburante ma il suo elevato tenore di zolfo ne fa un combustibile altamente inquinante. Occorre pertanto impiegarlo in ambiti in cui sia presente un'adeguata presenza di filtri di depurazione dei fumi per evitare la dispersione di sostanze inquinanti nell'ambiente.
Il prodotto può anche essere gassificato e quindi essere trasformato in gas di coke e stoccato per il successivo impiego.